# 3974 Verveer
3974 Verveer eller 1982 FS är en asteroid i huvudbältet som upptäcktes den 28 mars 1982 av den amerikanske astronomen Edward L.G. Bowell vid Anderson Mesa Station. Den är uppkallad efter Arie Verveer.
Asteroiden har en diameter på ungefär 8 kilometer och den tillhör asteroidgruppen Eunomia.